# Retinopatia nadciśnieniowa
Retinopatia nadciśnieniowa – ogół zmian obserwowanych w siatkówce w przebiegu nadciśnienia tętniczego.
Wyróżnia się cztery stopnie retinopatii nadciśnieniowej (według klasyfikacji Scheiego):
1. Czynnościowe zmiany w naczyniach - tętnice zwężone, tętniczki rozciągnięte na swoim przebiegu
2. Naczynia dodatkowe zmienione strukturalnie - tętnice o wyglądzie drutu miedzianego o nieregularnej średnicy; objaw skrzyżowania Salus-Gunna (na skrzyżowaniu żył z tętnicami)
3. Dodatkowe uszkodzenia siatkówki - krwawienia, ogniska degeneracji
4. Także obrzęk tarczy nerwu wzrokowego.